# Djubayru b. Aadama
Djubayru b. Aadama († Februar 1903) (in deutschen Texten Zuberu genannt) war der letzte souveräne Amir des Amirats Fombina (Adamaua) im heutigen Nigeria und Kamerun.
Er war ein Sohn des Staatsgründers Moodibbo Aadama (1809–1847) und folgte seinem Bruder Amir Umaru Sanda 1890 auf den Thron. Das Zentrum seiner Herrschaft lag in Yola. Unter seiner Regierung kam es zu den ersten nachhaltigen Beziehungen zu den europäischen Kolonialmächten. Der englischen Royal Niger Company (RNC) genehmigte er vorübergehend die Einrichtung einer Handelsstation in Garua am Benue. Dabei versuchte er die am Benuehandel interessierten Mächte gegeneinander auszuspielen und vermochte so seine Position zunächst zu behaupten. So stellte ihm 1893 der französische Marineoffizier Louis-Alexandre Mizon zwei Geschütze und die dafür notwendigen Instrukteure zur Verfügung und griff dadurch unmittelbar in die Interessen der RNC ein.
Durch die Eroberung Yolas durch die britische West African Frontier Force am 2. September 1901 wurde Djubayru entmachtet. Er flüchtete in Richtung Garua, wo er und seinen Anhang durch die deutsche Schutztruppe unter der Führung von Rudolf Cramer von Clausbruch eine weitere Niederlage erlitt. Endgültig geschlagen wurde er im Gefecht von Miskin-Maroua im Januar 1902 durch Hans Dominik. Er zog sich in das kamerunisch-nigerianische Grenzgebiet zurück und wurde dort bei Auseinandersetzungen mit der autochthonen Bevölkerung getötet.
In Yola wurde unter britischer Herrschaft sein Bruder Bobbo Ahmadu b. Aadama eingesetzt.